# Club Deportivo Caimanes de Tabasco
Il Club Deportivo Caimanes de Tabasco è stata una società calcistica messicana con sede a Villahermosa.

## Storia
Il club fu fondato nel 1993 con il nome Caimanes de Tabasco dopo il trasferimento del Deportivo SUOO nella città di Villahermosa avvenuto al termine del campionato appena concluso.
Nel corso della sua prima stagione si classificò tredicesimo ma venne comunque incluso fra i club che avrebbero partecipato alla Primera 'A', la nuova seconda serie del calcio messicano che sarebbe partita dalla stagione seguente. Nel torneo 1994-1995 collezionò 16 punti frutto di 3 vittorie, 10 pareggi e 15 sconfitte, terminando il campionato all'ultima posizione e retrocedendo in Segunda División. Il club fece registrare inoltre la peggior sconfitta nella storia del campionato cadetto, perdendo 9-0 contro il Pachuca.
Sceso in terza divisione, disputò un altro campionato prima di sciogliersi definitivamente nel 1996.
Dopo la scomparsa dei Caimanes emersero altre squadre in città come i Lagartos de Tabasco ed i Guerreros de Tabasco, oltre ai più recenti Atlante,  Jaguares e Cocodrilos.